# Scopula calorifica
Scopula calorifica är en fjärilsart som beskrevs av W. Warren 1898. Scopula calorifica ingår i släktet Scopula och familjen mätare. Inga underarter finns listade.